# Cry of freedom (album)
Cry of freedom is een muziekalbum van Piet Veerman uit 1989. Het album behaalde platina en stond 15 weken in de Album Top 100 met nummer 24 als hoogste positie. Op het album staan moderne uitvoeringen van klassieke stukken en bereikte goud.
Op het album staan twee versies van het lied Ave Maria, die van Johann Sebastian Bach met Charles Gounod (gecomponeerd door Bach in 1722 en geschreven door Gounod in 1859) en die van Franz Schubert (1825). Van het album verschenen de nummers Cry of freedom en Follow me op een single.

## Nummers
| Nummer | Naam                    | Duur |
| ------ | ----------------------- | ---- |
| A1     | Cry of freedom          | 4:21 |
| A2     | So deep is the night    | 4:46 |
| A3     | Starry night            | 4:30 |
| A4     | Ave Maria (Bach/Gounod) | 6:49 |
| B1     | Glory of love           | 4:33 |
| B2     | Follow me               | 7:07 |
| B3     | Sign of love            | 4:20 |
| B4     | Ave Maria (Schubert)    | 4:48 |
| B5     | Reach out               | 5:41 |